# Maria del Regne Unit (reina de Romania)

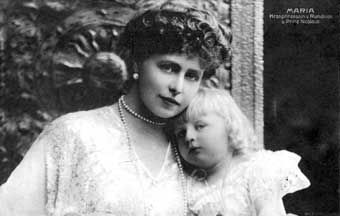
La reina Maria de Romania.

Maria del Regne Unit (Eastwell Park a Kent, 29 d'octubre de 1875 - Bucarest 18 de juliol de 1938) fou princesa i posteriorment reina consort de Romania.
Era neta de la reina Victòria I del Regne Unit i del tsar Alexandre II de Rússia, esposa del rei Ferran I de Romania i àvia dels reis Miquel I de Romania i de Pere II de Iugoslàvia.

## Infància i Adolescència
Nascuda el 29 d'octubre de 1875 a la casa de camp d'Eastwell Park a Kent, propietat dels seus pares el príncep Alfred del Regne Unit, duc d'Edimburg i de la gran duquessa Maria de Rússia. La princesa per tant era neta de dues de les testes coronades més importants del món, la reina parlamentària Victòria I del Regne Unit i el tsar absolutista Alexandre II de Rússia. Eren avis seus, també, el príncep Albert de Saxònia-Coburg Gotha i de la princesa Maria de Hessen-Darmstadt.
Degut a la carrera naval del seu pare, part de la seva infantesa i adolescència transcorregueren als destins del seu pare, sobretot a l'illa colònia britànica de Malta.

## Matrimoni i descendència
Considerada un dels millors partits de la reialesa europea, molts foren els prínceps que li demanaren matrimoni, entre els quals destaca el príncep i futur rei Jordi V del Regne Unit. El príncep li feu una petició de matrimoni que fou acceptada per la princesa, el casament tenia l'aprovació dels dos pares, però la gran duquessa Maria intercedí perquè no se celebrés, ja que no veia en bon grat un nou casament dintre la cort britànica de la seva família.
L'any 1893 pocs mesos després que el seu pare hagués accedit al tron del ducat de Saxònia-Coburg Gotha la princesa es casà amb el príncep i futur rei Ferran I de Romania. El jove era el nebot del rei Carles I de Romania, primer rei de Romania. La família reial de Romania provenia de la casa principesa dels Hohenzollern-Sigmaringen.
El matrimoni tingué tres filles i tres fills, la paternitat de la majoria dels quals han estat llargament posada en dubte:
- SAR el príncep Carles II de Romania nat a Bucarest l'any 1893 i mort a l'exili portuguès de Cascais. Es casà en primeres núpcies amb la jueva Zizi Lambrino l'any 1918, aquest matrimoni fou anul·lat. En segones núpcies amb la princesa Helena de Grècia l'any 1919, aquest matrimoni fou anul·lat per ell mateix. I amb l'actriu romanesa Magda Lupescu l'any 1947.
- SAR la princesa Elisabet nata a Pelesh l'any 1894 i morta a Canes el 1956. Es casà amb el rei Jordi II de Grècia del qual es divorcia tres anys després.
- SAR la princesa Maria nata a Gotha el 1895 i morta a Londres el 1961. Segons la seva mare era filla natural del gran duc Boris de Rússia. Es casà amb el rei Alexandre II de Iugoslàvia.
- SAR el príncep Nicolau de Romania, nat a Sigmaringen el 1903 i mort l'any 1978 a Madrid. Casat amb la romanesa Joana Dumitrescu-Doletti.
- SAR la princesa Illeana de Romania nata a Pelesh el 1909 i morta a Nova York el 1991. Es casà amb l'arxiduc Antoni d'Habsburg-Toscana, del qual es divorcià.
- SAR el príncep Mircea de Romania nat el 1913 i mort el 1916.

## Reina de Romania
L'any 1914 es transformà en reina de Romania a conseqüència de l'accés al tron del seu espòs. Degut a la Primera Guerra Mundial no pogué tenir una celebració de la Coronació fins a l'any 1922.
Durant la Guerra es convertí en infermera de la Creu Roja. Després de la Guerra fou la representant de Romania durant les negociacions del Tractat de Pau de París 1919, aconseguint per Romania la Bessaràbia de Rússia i la Transsilvània d'Àustria-Hongria.
Malgrat que de petita professà la religió de l'església anglicana, un cop casada es convertí a l'església ortodoxa. Els últims anys de la seva vida visqué un important viatge místic que la transportà a la Fe bahá'i, un església apareguda a l'Iran el segle xix que té avui sis milions de membres i creu en el monoteisme, en el missatge únic i en la igualtat de les persones.
Coneguda per les seves excentricitats establí una cort extremadament luxosa i fou una compradora de joies empedarnida (veure: Romanesa, de la família reial)
Morí a Bucarest l'any 1938.